# Geestemünder SC
Geestemünder is een Duitse voetbalclub uit de Geestemünde, een stadsdeel van Bremerhaven. 

## Geschiedenis
De club werd in mei 1904 opgericht als SC Unterweser en nam op 23 juni 1904 de huidige naam aan. In 1909 werd de club kampioen van Bremerhaven en speelde daarna tegen de kampioen van Bremen, Bremer SC 1891 voor een ticket in de Noord-Duitse eindronde, maar verloor met zware cijfers. Ook in 1910 werd de club kampioen en verloor nu in de play-off van Werder Bremen. In 1919 speelde de club wel in de eindronde, maar verloor hier met 0-5 van FC Borussia Harburg. Ook in 1920 plaatste de club zich voor de eindronde en versloeg daar eerst VfB Oldenburg en werd dan zelf verslagen door Arminia Hannover, de latere kampioen. 
De volgende jaren speelde de club enkele jaren in de competitie van Wezer-Jade, maar kon daar geen successen boeken. 
In 1943/44 speelde de club in de Gauliga Osthannover en werd voorlaatste, het laatste seizoen voor het einde van de Tweede Wereldoorlog werd niet voltooid.
Na de Tweede Wereldoorlog werden alle Duitse voetbalclubs ontbonden. De club werd heropgericht als SG SChifferdorferdamm en nam daarna de naam Schwarz-Weiß Bremerhaven aan. In 1949 werd opnieuw de huidige naam aangenomen. Van 1949 tot 1954 speelde de club in de Amateurliga Bremen, destijds de tweede klasse onder de Oberliga Nord. Na een aantal plaatsen in de lagere middenmoot degradeerde de club in 1954. 
De club zakte wat weg in de anonimiteit. In 1983 promoveerde de club opnieuw naar de Verbandsliga Bremen, wat toen de vierde klasse was. De club eindigde in de betere middenmoot tot een nieuwe degradatie volgde in 1988. Een jaar later volgde een nieuwe degradatie. Tussen 1994 en 1997 speelde de club nog in de Landesliga (zesde klasse intussen).